# Bone Sharps, Cowboys, and Thunder Lizards
Bone Sharps, Cowboys, and Thunder Lizards: A Tale of Edward Drinker Cope, Othniel Charles Marsh, and the Gilded Age of Paleontology és una novel·la gràfica de Jim Ottaviani, il·lustrada per Big Time Attic i publicada el 2005. És una narració fictícia basada en els fets reals de la Guerra dels Ossos, un període d'excavacions a tort i a dret, especulació desfermada i rivalitat intensa que conduí a nombrosos descobriments sobre els dinosaures i altres organismes prehistòrics. Segueix dos científics, Edward Drinker Cope i Othniel Marsh, en la seva cursa per fer-se un nom i trobar fòssils a l'oest dels Estats Units. En el transcurs del relat, es troben amb altres personatges històrics de la Gilded Age, com ara P. T. Barnum i Ulysses S. Grant.